# Jeep Gladiator
Le Jeep Gladiator est un pick-up 4×4, en version Command-Trac (en) ou Quadra-Trac (en), ainsi que quelques 4×2,  produit par le constructeur automobile américain Jeep de 1962 à 1988. Il remplace le Jeep Willys Truck. En 1985, il est remplacé par le Jeep Comanche (en) mais reste néanmoins en production jusqu'en 1988.
La charge utile du Gladiator est de presque 2 tonnes pour la série J20.
Une seconde génération est présentée en novembre 2018 au Salon de l'automobile de Los Angeles pour une commercialisation aux États-Unis en 2019. La Jeep Gladiator II est basée sur la quatrième génération de Jeep Wrangler.

## Première génération (1962-1988)
Un camion militaire léger, le Kaiser Jeep M715 (en), en est dérivé en 1965. Ce dernier fait l'objet de construction sous licence, entre autres, en Corée du Sud.

## Seconde génération (2019-)
La Jeep Gladiator revient en novembre 2018 sous une seconde génération, basée sur la quatrième génération du Jeep Wrangler, présentée au salon de Los Angeles 2018. Elle est commercialisée en 2019 aux États-Unis et entre 2021 et 2023 en Europe,. Sa première présentation européenne a lieu au Camp Jeep en juillet 2019 à Primiero San Martino di Castrozza, en Italie.
La Gladiator est la version pick-up du Wrangler, basée sur la version Unlimited 5 portes dont l'empattement a augmenté de 50 cm. Elle mesure 5,54 mètres et bénéficie d'une benne arrière d'une capacité de 725 kg de charge utile. La Gladiator repose sur un châssis en échelle et possède quatre roues motrices chaussées de roues de 33 pouces.

### Motorisations
La Jeep Gladiator est motorisée par le V6 essence 3,6 litres Pentastar de 285 ch et 352 N m de couple associé à une boîte de vitesses manuelle à 6 rapports, ou le V6 diesel 3,0 litres bi-turbo de 260 ch et 600 N m associé à une boîte de vitesses automatique à 8 rapports.

### Finitions
- Sport
- Sport S
- Overland
- Rubicon

#### Série spéciale
- Overland Launch Edition

### Concept cars
Le Gladiator est préfiguré par le Jeep Gladiator concept présenté au salon de Détroit (NAIAS) 2004.
En 2019, Jeep s'associe avec Mopar pour décliner 6 concept cars basés sur le Gladiator. Avec entre autres le Gladiator Wayout, un franchisseur avec une tente de toit, un auvent large, des jantes de 17 pouces chaussés de pneus boue de 37 pouces.